# Poliovaccine
Poliovaccine er vaccine til beskyttelse mod polio.
En type bruger inaktiv poliovirus og gives som injektion, mens andre typer bruger svækket poliovirus og gives gennem munden. WHO anbefaler at alle børn vaccineres mod polio. De to vacciner har elimineret polio i det meste af verden og reduceres antallet af tilfælde fra vurderet 350.000 i 1988 til 359 i 2014.

## Bivirkninger
Poliovaccine med inaktiv virus er ret sikker. Mild rødme eller smerte kan opstå på injektionsstedet. Orale poliovacciner anvender resulterer i vaccine-associated paralytic poliomyelitis i omkring tre tilfælde ud af en en million doser. Begge er generelt sikre at modtage under graviditet og hos personer med Hiv/Aids, som ellers er raske. Oral poliovaccine (OPV), som består af levende svækket vaccine, benyttes ikke længere i Danmark.

### Vaccine-afledt polio
En potentiel, skadelig bivirkning af OPV er dens kendte evne til at omforme sig til en form der forårsager neurologisk infektion og paralyse. Denne genetiske tilbagevenden af patogenet til en smittefarlig form tager en betydelig mængde tid (mindst 12 måneder) og påvirker ikke den person der oprindeligt blev vaccineret. Den vaccine-afledte svækkede virus udskilles normalt fra vaccinerede personer i en tidsbegrænset periode. Det er derfor muligt i områder med ringe sanitære forhold og lav vaccinationsdækning, at den spontane tilbagevenden af den vaccine-afledte virus til en smittefarlig form og dens spredning i miljøet kan lede til smitte af ikke-vaccinerede personer. Klinisk sygdom, inklusiv paralyse, forårsaget af "vaccine-derived poliovirus (VDPV)" (dansk: vaccine-afledt poliovirus) kan ikke skelnes fra klinisk sygdom forårsaget af vilde/ikke-vaccine-afledte poliovirusser. Udbrud af "vaccine-associated paralytic poliomyelitis (VAPP)" (dansk: vaccine-relateret paralytisk poliomyelitis), forårsaget af en "circulating vaccine-derived poliovirus (cVDPV)" (dansk: spredende vaccine-afledt poliovirus), er blevet rapporteret, og har en tendens til at forekomme i områder med lav dækning af OPV, formodentligt fordi OPV i sig selv beskytter mod den relaterede virusstamme i virusudbrudet. Med antallet af vilde/ikke-vaccine-afledte polio-tilfælde på rekordlave niveauer, var 2017 det første år hvor der var flere registrerede tilfælde af cVDPV end den vilde/ikke-vaccine-afledte poliovirus, en tildens der forventes at fortsætte.
Til at bekæmpe dette besluttede WHO i 2016 at skifte fra den trivalente poliovaccine til den bivalente poliovaccine. Denne vaccine indeholder ikke længere poliovirus type 2 fordi den blev udryddet i 1999.

## Historik
Den første poliovaccine var med inaktiv poliovirus. Den blev udviklet af Jonas Salk og blev taget i brug i 1955. Danmark var det andet land i verden, der tog Salks vaccine i brug, også i 1955. Den orale poliovaccine blev udviklet af Albert Sabin og kom i kommercielt brug i 1961.
Poliovaccine er på WHO's liste over essentiel medicin. Grossistprisen på oral poliovaccine var i 2014 på 0,25 amerikanske dollar. I USA koster en poliovaccine med inaktiv virus 25-50 amerikanske dollar.

## Poliovaccination i Danmark
Polio er erklæret udryddet i Europa, men der konstateres fortsat enkelte poliotilfælde i Asien.. Poliovaccination indgår derfor i det danske børnevaccinationsprogram, der udover vaccine mod polio vaccinerer mod difteri, stivkrampe, kighoste og Haemophilus influenzae-infektion. Vaccinen kaldes "DiTeKiPolHib" og gives til børn ved 3, 5 og 12 måneders alderen, samt når barnet bliver 5 år.